# Korkeasaari (ö i Finland, Mellersta Finland, Keuruu, lat 62,22, long 24,81)
Korkeasaari är en ö i Finland. Den ligger i sjön Pohjoisjärvi och i kommunen Keuru i den ekonomiska regionen  Keuru ekonomiska region  och landskapet Mellersta Finland, i den södra delen av landet, 230 km norr om huvudstaden Helsingfors. Öns area är 1,6 hektar och dess största längd är 210 meter i nord-sydlig riktning.